# Rachel Arenas

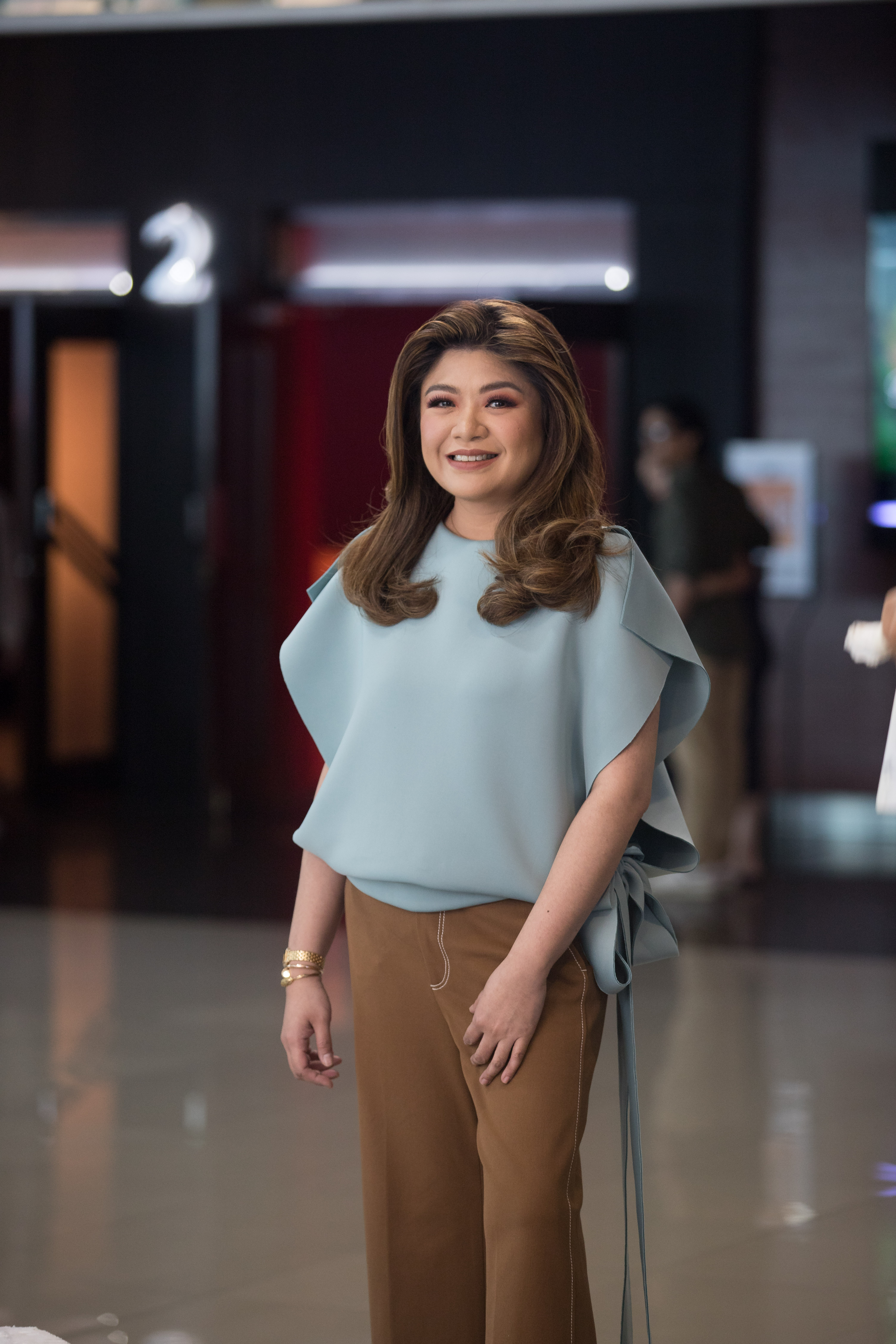
Rachel Arenas, 2020

Maria Rachel J. Arenas (* 15. November 1971) ist eine philippinische Politikerin.

## Biografie
Rachel Arenas, die von Beruf Unternehmerin ist, ist seit 2007 Abgeordnete des Repräsentantenhauses der Philippinen. In diesem vertritt sie als Mitglied der LAKAS-CMD den Wahlbezirk III (3rd District) der Provinz Pangasinan.
Im aktuellen 14. Kongress ist sie Stellvertretende Vorsitzende der Ausschüsse für das Wachstum von Nordluzon (North Luzon Growth Quadrangle), Beaufsichtigung sowie Öffentliche Arbeiten und Autobahnen (Highways). Außerdem ist sie als Vertreterin der parlamentarischen Mehrheit Mitglied der Ausschüsse für Enteignungen, Wasserkultur und Fischereiressourcen, Grundschulbildung und Kultur, Genossenschaftliche Entwicklung, Energie, Ethik und Privilegien, Glücksspiel und Amüsement, Gesundheit, Interparlamentarische Beziehungen und Diplomatie, Handel und Industrie sowie Frauen und Geschlechtergleichheit.